# George Maloney
George Anthony Maloney (Green Bay, 29 de octubre de 1924 - Candler, 19 de julio de 2005) fue un sacerdote, jesuita católico primero y ortodoxo después, y teólogo estadounidense considerado uno de los principales estudiosos y promotores de la teología mística ortodoxa, especialmente el hesicasmo. Escribió más de 80 libros sobre oración y espiritualidad, entre los que destaca La oración del corazón (1981, ISBN 9788429318111), sobre la oración de Jesús.

## Biografía
Hijo de George J. y Catherine Karbowski Maloney, tuvo cinco hermanos. Fue ordenado sacerdote en Roma por el rito ruso bizantino el 8 de abril de 1957. En la misma ciudad obtuvo un doctorado en teología oriental. De vuelta en Estados Unidos y dentro de la Sociedad de Jesús, fundó el Instituto Juan XXIII de Estudios del Cristianismo Oriental en la Universidad de Fordham, de donde era profesor. Como especialista, escribió varios artículos de la New Catholic Encyclopedia y pronunció conferencias en todo el mundo.
Posteriormente abandonó la orden y se unió a la diócesis ortodoxa de Candler, en Carolina del Norte.

## Obras
- The Mystery of Christ in You (1998)
- Your Sins Are Forgiven (1994)
- The Spirit Broods Over the World (1993)
- God's Incredible Mercy (1989)
- Entering the Heart of Jesus (1988)
- God's Exploding Love (1987)
- Inward Stillness (1975)